# Fulvalenos
Los fulvalenos son hidrocarburos obtenidos mediante la conjugación formal de dos anillos a través de un doble enlace exocíclico común. El nombre se deriva de los fulvenos de estructura similar que carecen de un anillo. El pentafulvaleno (2) también se llama simplemente fulvaleno, la estructura principal de esta clase. El triapentafulvaleno (3) también se conoce como caliceno, de las palabras calix o cáliz, debido a su apariencia de copa de vino.
En general, los principales fulvalenos son muy inestables; por ejemplo, el triafulvaleno (1) nunca se ha sintetizado. Por otro lado, se pueden obtener fulvalenos estables por sustitución adecuada o benzanulación. Varios miembros deben estabilizarse teniendo en cuenta una forma mesomérica dipolar como, por ejemplo, el sesquifulvaleno (4), que puede considerarse como un catión tropilio unido a un anión ciclopentadienuro (ambos estables y aromáticos). En este compuesto, la estructura dipolar se calcula que puede contribuir a un 23% a la estructura total.